# コンパートメント症候群
コンパートメント症候群（コンパートメントしょうこうぐん、compartment syndrome）、または筋区画症候群（きんくかくしょうこうぐん）は、上肢または下肢のコンパートメント（筋区画）の内圧上昇により循環障害がおこり、筋や神経の機能障害が生じることをいう。

## 概要
上肢、下肢の筋、血管、神経は骨、筋膜、骨間膜に囲まれている。この構造をコンパートメントあるいは筋区画と呼ぶ。例えば下腿には前部、外側、深後部、浅後部の4つのコンパートメントが、前腕には屈筋群、伸筋群、橈側伸筋群の3つのコンパートメントがある。何らかの原因でコンパートメント内の圧力が高まると、コンパートメント内の血管が圧迫されて循環障害が発生、筋や神経の機能障害がおきる。
急性型と慢性型があり、急性型の場合は筋や神経の組織が壊死して重大な障害を残すことがある。スポーツでは慢性型のコンパートメント症候群がみられることがある。

## 急性型
骨折、筋損傷、血管損傷などにより内出血あるいは浮腫が発生すると、コンパートメント内の圧力が上昇し循環不全がおこる。循環不全は浮腫を増強するため悪循環となり、細動脈が閉塞するとコンパートメント内の組織の阻血が生じ、最悪の場合、壊死に至る。
主な症状は疼痛、腫脹、感覚障害、運動障害などで、筋を他動的に伸長させたときにも疼痛が発生する。
阻血の症状が現れたら、最終的な阻血性壊死に至る前に、コンパートメント内の減圧と循環改善を図る処置を速やかに行わねばならない。
末梢の阻血の代表的な症状は、疼痛、蒼白、脈拍消失、感覚異常、麻痺であるが、これらのうち脈拍消失は必ずしも認められない。これは、コンパートメントの内圧が上昇して細動脈を閉塞しても動脈本管の圧力より低いためである。例えば、前腕のコンパートメント症候群が発生してもコンパートメントの内圧が橈骨動脈の内圧を上回らなければ、橈骨動脈の拍動は消失しない。
阻血の症状が現れたときは、次の処置を行う。
- 包帯やギプスによる固定を行っている場合は、それらの除去。
- 進行が急激である場合は、筋膜切開。

一般的に、外傷が発生した場合はRICE処置、すなわち患部の安静、冷却、圧迫、挙上を行うが、コンパートメント症候群においては、圧迫と挙上は見合わせる。循環障害を助長させるからである。

### 急性型の例
- フォルクマン拘縮（wikidata） - 前腕の屈筋群に阻血が発生し急速に変性する。小児の上腕骨顆上骨折に合併するケースが多い。